# Clifford Hugh Dowker
Clifford Hugh Dowker (* 2. März 1912 in Parkhill (Ontario, Kanada); † 14. Oktober 1982 in London, England) war ein kanadischer Mathematiker.

## Leben
Dowker studierte zunächst an der University of Toronto Physik und Wirtschaftswissenschaften mit dem Lehrerberuf als Ziel. Schließlich wandte er sich der Mathematik zu, ging an die Princeton University zu Solomon Lefschetz, wo er 1938 mit der Dissertation Mapping Theorems in Non-Compact Spaces promoviert wurde. Von 1939 bis 1940 war er Assistent von John von Neumann und verbrachte anschließend drei Jahre an der Johns Hopkins University in Baltimore. Dort traf er die israelische Mathematikerin Yael Naim, die er 1944 heiratete, bevor beide zum Massachusetts Institute of Technology gingen.
Während des Zweiten Weltkrieges arbeitete er am MIT-Radiation Laboratory und an Ballistik-Problemen für die U.S. Air Force. Nach dem Krieg lehrte er zunächst an der Tufts University. Mit den Verhältnissen unter der McCarthy-Ära unzufrieden, verließ er 1951 mit seiner Familie die USA und nahm eine Stellung am Birkbeck College in London an, seine Frau ging an die University of Manchester.
Nach langer Krankheit verstarb Dowker am 14. Oktober 1982 in London.
Dowkers Hauptarbeitsgebiet vor dem Krieg war die Topologie; nach dem Krieg beschäftigte er sich mit angewandter Mathematik. Er arbeitete ferner in der Kategorientheorie, Garbentheorie und Knotentheorie.
Die nach ihm benannten Dowker-Räume spielen eine Rolle als Gegenbeispiele in der Topologie. Sie sind normal aber nicht abzählbar parakompakt. Dowker hatte vermutet, dass diese nicht existieren, ein Beispiel wurde aber 1971 von Mary Ellen Rudin konstruiert.